# 平棟基
平 棟基（たいら の むねもと、生没年不詳）は、鎌倉時代前期の廷臣。桓武平氏高棟王流、右大弁・平棟範の子。官位は正五位下・木工頭。鎌倉幕府6代将軍・宗尊親王の外祖父。

## 概要
代々有能な弁官を輩出し、『今鏡』において「日記の家」と称された有力地下人（実務官僚）の家の出身。五位蔵人・勘解由次官・木工頭を歴任した。
娘・平棟子は四条天皇の内侍として出仕、次いで後嵯峨天皇に仕えて宗尊親王を産み、天皇の寵愛厚く栄達を重ねて従一位准三后に上ったが、棟基は早世したためその恩恵を受けることはなかった。なお、『増鏡』においては棟子の父を棟範と記しているが、これは棟範の娘で順徳天皇の乳母であった同名の棟子と混同したものである。

## 系譜
- 父：平棟範
- 母：不詳
- 妻：不詳
  - 男子：平成俊（1217-1292）
  - 女子：平棟子（京極准后）（?-1308） - 後嵯峨天皇妃、准三后